# 런우구
런우구(한국어: 인무구, 중국어: 仁武區, 병음: Rénwǔ Qū)는 중화민국 가오슝시의 구이다. 넓이는 36.0808km2이고, 인구는 2015년 8월 기준으로 82,000명이다.

## 지리
런우 구는 북쪽은 다서 구와, 서쪽은 싼민 구, 쭤잉 구, 난쯔 구와, 동쪽은 다수 구와, 남쪽은 냐오쑹 구와 각각 접하고 있다. 구 서부의 지세는 평탄해 농업 지대이다. 동부의 지세는 구릉지대로 농경에 부적합하다. 열대 몬순 기후에 속해 연평균 기온은 23~25℃이다.

## 역사
런우 구의 지명은 명나라 말에 정성공은 이곳에서 둔전을 시작해 인무진(仁武鎮)의 관할이었던 것에 유래한다. 정성공 때부터 청대까지는 인무장(仁武庄)으로 불렸고 봉산현(鳳山縣)에 속했다. 일본 통치 시대인 1920년에 실시된 타이완의 지방제 개편으로 런우 장은 다카오 주 다카오 군의 관할이 되었다. 1924년, 다카오 군이 다카오 시의 관할이 되면서 런우 지구는 호잔 군에 속하게 되었다. 2차 대전 후에는 가오슝 현 런우 향으로 개편되어 현재에 이른다.

## 교통
- 국도 1호선
- 국도 10호선

## 같이 보기
- 가오슝시